# 바벨 (2006년 영화)
《바벨》(Babel)은 알레한드로 곤잘레스 이냐리투 감독의 2006년 국제 드라마 영화이다. 길예르모 아리아가가 각본을 맡았으며 앙상블 캐스트가 이뤄졌다. 《아모레스 페로스》, 《21 그램》에 이은 이냐리투 감독의 죽음 삼부작의 마지막 작품이다.
영화는 모로코와 일본, 멕시코, 믹묵에서 일어난 여러개의 이야기로 구성되어 있다. 프랑스와 멕시코, 미국 회사의 공동제작 영화이다. 2006년 칸 영화제에서 처음 공개됐으며 그 후 토론테 국제 영화제와 자그라브 영화제에서 공개됐다. 2007년 1월 15일, 골든 글로브상 드라마 부문 작품상을 수상했으며, 아카데미상에서는 작품상, 감독상, 여우조연상 등 7부문에 후보에 올랐으며 작곡상을 수상했다.

## 줄거리
《바벨》은 겉보기에 서로 관련 없어 보이는 인물들을 중심으로 네 가지 주요 줄거리를 담고 있다. 이 이야기들은 선형적이거나 연대순으로 진행되지 않는다. 영화가 전개되면서 관객들은 각 줄거리가 어떻게 서로 얽혀 있는지 알게 된다.

### 모로코
모로코의 사막에서 염소 목축업자 압둘라는 염소들을 잡아먹는 자칼을 쏘기 위해 이웃에게서 총을 산다. 압둘라는 총을 두 어린 아들 유세프와 아흐메드에게 주고 염소를 돌보도록 보낸다. 총의 사거리를 의심한 둘은 총을 시험해보기로 하고 바위와 고속도로 차량을 겨냥한다. 유세프는 버스를 맞춰 휴가 중인 미국인 여성을 중상을 입힌다. 두 소년은 현장을 도주하여 총을 언덕에 숨긴다.
텔레비전 뉴스 프로그램에 따르면 미국 정부는 이 총격 사건을 테러 행위로 간주하고 모로코 정부에 범인 체포를 압박한다. 총격 소식을 들은 압둘라는 아들들에게 총이 어디 있는지 묻고 매질하여 진실을 알아낸다. 결국 세 사람은 도주하려 하지만 발각된다. 경찰은 언덕의 바위 경사면에서 아버지와 아들들을 궁지에 몰아넣고 발포한다. 아흐메드가 다리에 총을 맞자 유세프는 반격하여 경찰관 한 명의 어깨에 총을 맞힌다. 경찰은 계속 총을 쏴 아흐메드의 등에 맞춰 심한 부상을 입힌다. 유세프는 항복하며 미국인 총격에 대한 책임을 인정하고 의료 지원을 요청한다. 경찰은 자신들이 아이들을 향해 총을 쏘고 있었다는 사실에 충격을 받는다.

### 리처드/수잔
리처드와 수잔은 모로코로 휴가를 온 미국인 부부이다. 그들의 어린 아들 샘은 최근 영아 돌연사 증후군으로 사망하여 그들의 관계에 긴장을 초래했다. 수잔이 관광 버스에서 총에 맞자 리처드는 버스 운전사에게 가장 가까운 마을인 타자린으로 가라고 명령한다. 다른 관광객들은 한동안 기다리지만, 더위와 추가 공격의 대상이 될 수 있다는 두려움에 결국 떠나기를 요구한다. 리처드는 관광객들에게 결코 도착하지 않는 구급차를 기다리라고 말하고, 결국 버스는 그들을 남겨둔 채 떠난다. 부부는 병원으로의 이동을 기다리며 버스 관광 가이드와 함께 남는다. 헬리콥터가 도착하여 리처드와 수잔을 카사블랑카의 병원으로 이송하고, 수잔은 회복할 것으로 예상된다.

### 미국/멕시코
리처드와 수잔의 멕시코인 유모 아멜리아는 캘리포니아 샌디에고에 있는 그들의 집에서 자녀인 데비와 마이크를 돌본다. 아멜리아는 수잔의 부상을 알게 되자 아들의 결혼식을 놓칠까 봐 걱정한다. 다른 도움을 구할 수 없자 리처드에게 전화하고, 리처드는 아이들과 함께 있으라고 말한다. 그의 허락 없이 아멜리아는 아이들을 티후아나, 멕시코 근처 시골 지역에서 열리는 결혼식에 데려가기로 결정한다. 파티에서 밤을 보내는 대신 아멜리아는 조카 산티아고와 함께 미국으로 돌아간다. 산티아고는 술에 많이 취해 있었고 국경 경비대는 그와 차에 탄 미국인 아이들에게 의심을 품는다. 아멜리아는 그들 모두의 여권을 가지고 있었지만, 아이들의 부모에게서 미국 밖으로 데리고 나갈 수 있다는 동의서가 없었다. 압박감 속에서 산티아고는 술 취한 공포 속에서 속도를 내어 아멜리아와 아이들을 사막에 버려두고 도주하며, 아침에 깨어난 그들은 곧 열사병으로 고통받기 시작한다.
아멜리아는 아이들을 움직이지 말라고 명령하고 도움을 찾기 위해 떠난다. 그녀는 결국 국경 순찰대원을 찾아 체포된다. 그들은 아이들을 남겨둔 곳으로 돌아가지만 아이들은 거기에 없다. 아멜리아는 국경 순찰대 사무실로 끌려가 결국 아이들이 발견되었고 리처드는 분노했지만 고소하지 않기로 동의했다는 통보를 받는다. 그러나 그녀는 불법적으로 일했던 미국에서 추방될 것이다. 국경에서 눈물을 흘리는 아멜리아는 갓 결혼한 아들에게 인사를 받는다.

### 일본
와타야 치에코(일본 수어: 綿谷 千恵子)는 반항적인 십대 소녀로, 청각 장애인이며 말을 할 수 없다. 그녀는 또한 청각 장애 때문에 자의식이 강하고 불행하다. 친구들과 함께 외출했을 때, 그녀는 매력적인 십대 소년을 발견하고, 사교에 실패한 후 테이블 아래에서 그에게 노출한다. 치과 진료에서 그녀는 치과의사에게 키스하려고 시도하지만, 치과의사는 그녀를 돌려보낸다. 치에코는 아버지 야스지로에 대해 질문하는 두 명의 형사를 만난다. 그녀는 형사 중 한 명인 마미야 켄지(真宮 賢治)를 아버지와 함께 사는 고층 아파트로 초대한다. 형사들이 어머니의 자살에 대한 아버지의 연루를 조사하고 있다고 잘못 가정하고, 그녀는 마미야에게 어머니가 발코니에서 뛰어내릴 때 아버지는 잠들어 있었고 그녀가 직접 목격했다고 설명한다. 형사들은 실제로는 야스지로가 모로코에서 했던 사냥 여행을 조사하고 있다. 이 사실을 알게 된 직후, 치에코는 알몸으로 마미야에게 다가가 그를 유혹하려고 시도한다. 그는 그녀의 시도를 거부하지만, 그녀가 눈물을 터뜨리자 위로한다.
아파트를 떠나던 마미야는 야스지로와 마주쳐 총에 대해 질문한다. 야스지로는 암시장에서의 연루는 없었으며, 모로코 여행에서 사냥 가이드였던 하산에게 총을 선물로 주었다고 설명한다. 떠나려던 마미야는 아내의 자살에 대해 위로를 건넨다. 그러나 야스지로는 발코니 언급에 혼란스러워하며 아내가 스스로 총을 쏴서 사망했으며, 치에코가 가장 먼저 발견했다고 화를 내며 대답한다. 마미야가 식당에 앉아 수잔의 회복 소식을 보던 중, 야스지로는 딸이 발코니에서 슬퍼하며 서 있는 것을 포옹하며 위로한다.

## 주제
《바벨》은 전 세계에 흩어져 있는 등장인물들이 다양한 연결고리로 이어진 네트워크의 다른 노드를 나타내는 네트워크 서사로 분석될 수 있다. 이 영화는 상당히 많은 수의 등장인물을 포함할 뿐만 아니라, 네트워크 서사의 전형적인 특징처럼 모두 동등하게 중요하다. 《바벨》에는 여러 주인공이 등장하며, 그 결과 시간과 인과관계에 따라 줄거리가 더욱 복잡해진다는 점이 주목할 만하다.
모든 주요 등장인물 사이의 핵심적인 연결 고리 중 하나는 총이다. 영화가 진행되면서 관객은 와타야 야스지로가 사냥 여행을 위해 모로코를 방문하고 그의 사냥 가이드 하산 이브라힘에게 총을 선물로 주었으며, 그가 다시 압둘라에게 팔아 그의 아들들에게 전해졌다는 것을 알게 된다. 수잔 존스는 바로 그 총에 맞고, 이 사건은 아멜리아 에르난데스의 삶에도 비극적인 영향을 미친다. "모든 등장인물은 그들 사이에 형성된 연결고리에 영향을 받으며, 이 연결고리는 등장인물로서의 개별적 궤적과 줄거리의 전체 구조에 영향을 미친다"는 것을 알 수 있다.
이는 단 하나의 사물이 서로 알 필요가 없는 많은 다른 등장인물(또는 네트워크의 노드) 사이의 연결 고리 역할을 할 수 있음을 보여준다. 총이 더 이상 전달되지 않더라도, 그것은 등장인물들의 삶에 계속해서 중요한 방식으로 영향을 미친다. 이는 세상의 한쪽 끝에서 일어나는 가장 작은 행동이 결국 다른 곳에 있는 다른 사람의 삶을 완전히 바꿀 수 있음을 보여주며, 그들 사이에 어떠한 직접적인 접촉도 없이 발생한다(또한 나비 효과 참조).
이는 또한 "등장인물들이 직접적으로든 간접적으로든, 그리고 대부분 우연히 계속해서 교차하는" 작은 세상 효과를 만들어낸다. 마리아 풀라키가 관찰한 바와 같이, 네트워크 서사의 등장인물들은 "등장인물의 의도적인 행동 때문이 아니라 순수한 우연의 결과로 만나고 헤어진다."

## 출연
- 브래드 피트 (Brad Pitt) - 리처드
- 케이트 블란쳇 (Cate Blanchett) - 수잔
- 가엘 가르시아 베르날 (Gael Garcia Bernal) - 산티아고
- 야쿠쇼 코지 (Koji Yakusho) - 야스지로
- 아드리아나 바라자 (Adriana Barraza) - 아멜리아
- 키쿠치 린코 (Rinko Kikuchi) - 치에코
- 엘 패닝 (Elle Fanning) - 데비
- 제이미 맥브라이드 (Jamie McBride) - 빌
- 린지 비우챔프 (Lynsey Beauchamp) - 이사벨

## 같이 보기
- 하이퍼링크 시네마
- 윈체스터 73